# Mary Ann Newman
Mary Ann Newman (Nova York, 1951) és una lingüista estatunidenca amb una intensa relació amb Catalunya i la cultura catalana.
Es llicencià en literatura espanyola i literatura catalana a la Universitat de Nova York, on és professora. Va aprendre català gràcies a Alan Yates i aconseguí una beca Fulbright per fer una tesi doctoral sobre Eugeni d'Ors. El 1972 va visitar Barcelona per primer cop. Ho va tornar a fer el 1976 i entre 1980 i 1981 hi va viure; establí contacte amb Xavier Rubert de Ventós, Jaume Vallcorba i Quim Monzó. Impulsà la primera càtedra Barcelona - Nova York (1983-1986), amb el suport de l'Ajuntament de Barcelona.
Ha ensenyat llengua i literatura espanyola i catalana en diverses universitats estatunidenques, ha escrit articles sobre literatura i traducció i ha publicat traduccions del castellà i el català a l'anglès d'autors com Quim Monzó, Joan Maragall, Narcís Comadira o Josep M. de Sagarra. Ha treballat com a coordinadora institucional de l'Institut Ramon Llull i és membre de la North American Catalan Society. Va fer de voluntària per a la candidatura de Pasqual Maragall a la presidència de la Generalitat de Catalunya en les eleccions al Parlament de Catalunya de 1999 i 2003. De 2006 a 2011 va dirigir el Catalan Center de Nova York-Institut Ramon Llull, adscrit a la Universitat de Nova York, i actualment és investigadora visitant del Center for European and Mediterranean Studies. Impulsa el Farragut Fund Arxivat 2020-08-07 a Wayback Machine. for Catalan Culture in the US, que pretén documentar el llegat català als EUA i facilitar l'intercanvi cultural.
L'any 1998 va rebre la Creu de Sant Jordi i el 2016 se li concedí el Premi Internacional Joan Baptista Cendrós d'Òmnium Cultural. És membre del jurat del Premi Internacional Catalunya, que presideix des de 2019. El 2022 va rebre el Premi Internacional Ramon Llull de Catalanística i a la Diversitat Cultural.
És neboda del dramaturg Arthur Miller.

## Premis i reconeixements
- 1998 - Creu de Sant Jordi.
- 2016 - Premi Internacional Joan Baptista Cendrós d'Òmnium Cultural
- 2017 - Premi NACS ("for outstanding work in the field of Catalan studies"[7]) per la traducció a l'anglès de Vida privada (Private Life, Archipelago Books, 2015).
- 2022 - Premi Internacional Ramon Llull